# Phymanthus strandesi
Phymanthus strandesi är en havsanemonart som beskrevs av Oscar Henrik Carlgren 1900. Phymanthus strandesi ingår i släktet Phymanthus och familjen Phymanthidae. Inga underarter finns listade i Catalogue of Life.